# Канъондзи
Канъондзи (яп. 観音寺市 Канъондзи-си) — город в Японии, находящийся в префектуре Кагава. Площадь города составляет 117,47 км², население — 60 988 человек (1 августа 2014), плотность населения — 519,18 чел./км².

## Географическое положение
Город расположен на острове Сикоку в префектуре Кагава региона Сикоку. С ним граничат города Митоё, Миёси, Сикокутюо, Фукуяма и посёлок Камидзима.

## Население
Население города составляет 60 988 человек (1 августа 2014), а плотность — 519,18 чел./км². Изменение численности населения с 1980 по 2005 годы:
| 1980 | 68 435 чел. |  |
| 1985 | 69 308 чел. |  |
| 1990 | 68 436 чел. |  |
| 1995 | 67 542 чел. |  |
| 2000 | 66 555 чел. |  |
| 2005 | 65 226 чел. |  |